# Ньямби, Ньямби
Нья́мби Нья́мби (англ. Nyambi Nyambi; род. 26 апреля 1979, Норман, Оклахома) — американский актёр кино, телевидения и озвучивания, в единичных случаях также известен как продюсер и сценарист, также имеет некоторую известность как актёр театра. Наиболее известен зрителю исполнением роли Сэмюэла в сериале «Майк и Молли» (118 эпизодов в 2010—2016 годах) и следователя Джея Диперсиа в сериале «Хорошая борьба» (51 эпизод в 2017—2022 годах).

## Биография
Ньямби Ньямби родился 26 апреля 1979 года в городе Норман (штат Оклахома, США) в семье выходцев из Нигерии. Окончил старшую школу «Октон» в штате Виргиния, начал профессионально играть в баскетбол (в 1-м межвузовом дивизионе), затем окончил колледж при Бакнеллском университете. Потом получил степень магистра изящных искусств по актёрскому мастерству в Нью-Йоркском университете. В 2012 году он также работал над получением второй степени магистра по онлайн-программе административного лидерства в Оклахомском университете. Также обучался в Студии актёрского мастерства Стеллы Адлер.
С 2006 года начал сниматься в кинофильмах, с 2010 — в телесериалах, с 2015 года начал озвучивать компьютерные игры, с 2017 — мультфильмы и мультсериалы. Впрочем, востребованным актёр не считается: за 17 лет карьеры (по состоянию на декабрь 2023 года) он указан в титрах 21 работы (актёр фильмов и сериалов, актёр озвучивания), трижды как продюсер (в том числе два из этих фильмов — короткометражные), а также является одним из создателей (и рассказчиком за кадром) малоизвестного сериала Dogs in the Wild, A Nature Miniseries (на экранах с 2023 года).

## Фильмография

### Широкий экран
Кроме озвучивания
- 2006 — День-ночь, день-ночь[англ.] / Day Night Day Night — организатор
- 2010 — Уильям Винсент[англ.] / Shadows and Lies — работодатель (в титрах не указан)
- 2018 — Слепые пятна[англ.] / Blindspotting — Йорки
- 2021 — Здесь и сегодня[англ.] / Here Today — Дуэйн

### Телевидение
Кроме озвучивания
- 2010 — Закон и порядок / Law & Order — Джексон Эрли (в эпизоде Four Cops Shot)
- 2010—2016 — Майк и Молли / Mike & Molly — Сэмюэл, официант-сенегалец (в 118 эпизодах)
- 2017 — Улица милосердия[англ.] / Mercy Street — Калеб (в эпизоде The House Guest)
- 2017—2022 — Хорошая борьба / The Good Fight — следователь Джей Диперсиа[8] (в 51 эпизоде[англ.])
- 2018, 2020 — Слепая зона / Blindspot — Долан (в 2 эпизодах)
- 2022—2023 — Титаны / Titans — разные роли (в 2 эпизодах)

### Озвучивание
Озвучивание мультфильмов и компьютерных игр
- 2015 — Call of Duty: Black Ops III — второстепенные персонажи
- 2017 — Черепашки-ниндзя / Teenage Mutant Ninja Turtles — разные роли (в 3 эпизодах)
- 2018 — Смерть Супермена / The Death of Superman — Марсианский Охотник
- 2018 — Lego DC Super-Villains — Зелёный Фонарь
- 2019 — Господство Суперменов / Reign of the Supermen — Марсианский Охотник

### Прочие работы
- 2020 — Определение, пожалуйста[англ.] / Definition Please — ассоциированный продюсер